# Nuevo Santa Elena de Aceves
Nuevo Santa Elena de Aceves är en ort i Mexiko.   Den ligger i kommunen Pénjamo och delstaten Guanajuato, i den centrala delen av landet, 300 km väster om huvudstaden Mexico City. Nuevo Santa Elena de Aceves ligger 1 701 meter över havet och antalet invånare är 761.
Terrängen runt Nuevo Santa Elena de Aceves är kuperad åt nordost, men åt sydväst är den platt. Nuevo Santa Elena de Aceves ligger nere i en dal. Runt Nuevo Santa Elena de Aceves är det ganska tätbefolkat, med 104 invånare per kvadratkilometer. Närmaste större samhälle är La Piedad Cavadas, 15,6 km söder om Nuevo Santa Elena de Aceves. I omgivningarna runt Nuevo Santa Elena de Aceves växer huvudsakligen savannskog.